# Magny-Danigon
 Magny-Danigon  es una población y comuna francesa, situada en la región de Franco Condado, departamento de Alto Saona, en el distrito de Lure y cantón de Lure-Sud. Pozo Arthur-de-Buyer és la comú. Aquest sera le mois profund forat de Francia.

## Demografía
| 430 | 386 | 357 | 378 | 344 | 403 | 435 |
| Para los censos de 1962 a 1999 la población legal corresponde a la población sin duplicidades (Fuente: INSEE [Consultar]) |     |     |     |     |     |     |